# Görlitzer Bahnhof (métro de Berlin)
Görlitzer Bahnhof [ˈɡœʁlɪtsɐ ˈbaːnˌhoːf] (« Gare de Görlitz » en allemand) est une station des lignes 1 et 3 du métro de Berlin, située dans le quartier de Kreuzberg.

## Situation
La station est située entre Kottbusser Tor à l'ouest, en direction de Uhlandstraße (ligne 1) ou Krumme Lanke (ligne 3) et Schlesisches Tor à l'est, en direction de Warschauer Straße.
Située au-dessus de la Skalitzer Straße, son unique escalier donne sur la Oranienstraße / Wienerstraße et la Manteuffelstraße qui croisent la Skalitzer Straße en formant une étoile. La station se trouve au cœur du quartier populaire de Kreuzberg dans l'arrondissement de Friedrichshain-Kreuzberg à proximité du parc de Görlitz et de l'église évangélique Emmaüs, à 500 m au nord du Landwehrkanal.

## Histoire
Oranienstraße est l'une des premières stations mise en service le 18 février 1902 avec la première ligne de métro, le Stammstrecke, entre Stralauer Tor et Zoologischer Garten. Elle prend son nom actuel en 1926 en raison de sa proximité avec la gare ferroviaire de Görlitz qui sera fermée au transport de voyageurs en 1951 puis au fret en 1987. Endommagée en 1945, la station est rénovée après la guerre puis de nouveau en 1981.
Depuis le 7 mai 2018, la ligne 3 dessert également la station en effectuant le même parcours que la ligne 1 entre Wittenbergplatz et Warschauer Straße.

## Service des voyageurs

### Accueil
La station possède une unique entrée sur son côté ouest et n'est pas accessible aux personnes à mobilité réduite.

### Intermodalité
La station est en correspondance avec la ligne d'autobus M29.